# Cratere Carolan
Carolan  è un cratere sulla superficie di Mercurio.